# Stagmomantis colorata
Stagmomantis colorata är en bönsyrseart som beskrevs av Morgan Hebard 1922. Stagmomantis colorata ingår i släktet Stagmomantis och familjen Mantidae. Inga underarter finns listade i Catalogue of Life.